# Parliament Square
Parliament Square je náměstí v Londýně, v obvodu Westminster. Nachází se u severozápadní části Westminsterského paláce.
Dalšími budovami v okolí náměstí jsou Westminsterské opatství, St. Margaret's, Middlesex Guildhall (sídlo Nejvyššího soudu Velké Británie), HM Treasury a Portcullis House.
Parliament Square bylo vybudováno roku 1868, aby se otevřelo prostranství okolo Westminsterského paláce a zlepšila doprava. Autorem projektu byl architekt Charles Barry. Jeho původní návrh obsahoval i Buxton Memorial Fountain, která byla roku 1940 přemístěna do Victoria Tower Gardens. Po druhé světové válce náměstí rekonstruoval George Grey Wornum.
Sochy umístěné na náměstí nebo v jeho blízkosti zachycují velmi známé státníky – Winstona Churchilla (na severovýchodní straně parku, obrácená směrem k parlamentu), Abrahama Lincolna (před Middlesex Guildhall), Roberta Peela (na jihozápadě parku), lorda Palmerstona (severozápadní roh parku), Jana Chrisiana Smutse (severní strana parku), Edwarda Smith-Stanleye, Benjamina Disraeliho, Geroge Canninga a Olivera Cromvella.